# Cykl literacki

Cykl literacki – zespół utworów, z których każdy może stanowić samodzielną całość łączącą się w pewien sposób w nadrzędną kompozycję z treścią pozostałych utworów. Z reguły pochodzi od tego samego autora. Za najstarsze cykle literackie Europy uważane są opowieści starożytnej Grecji, takie jak mit trojański czy tebański bądź trylogia Ajschylosa Oresteja.
Utwory wchodzące w skład większej całości mogą być połączone w postaci luźnej lub ścisłej kompozycji, na różnych płaszczyznach:
- np. tematyką, jak Trylogia (Ogniem i mieczem, Potop i Pan Wołodyjowski) Henryka Sienkiewicza,
- np. postacią bohatera, jak saga o wiedźminie Andrzeja Sapkowskiego,
- np. tytułem, jak W poszukiwaniu straconego czasu Marcela Prousta,
- np. gatunkiem, jak Sonety Jana Kasprowicza,
- np. motywem, jak cykl sonetów Nad głębiami Adama Asnyka,
- np. problematyką, jak powieściowe serie Agathy Christie.

Nie wszystkie cykle literackie muszą mieć jednego autora, przykładem może być seria przygód Jasona Bourne’a – tytułowego bohatera powieści Roberta Ludluma (Tożsamość Bourne’a, Krucjata Bourne’a i Ultimatum Bourne’a), którego ostatnia część (Dziedzictwo Bourne’a), napisana została po śmierci autora przez jego przyjaciela Erica van Lustbadera. Podobnie jest w przypadku dwóch powieści Jamesa Curwooda Łowcy wilków i Łowcy złota: kontynuacją Łowców złota jest powieść Łowcy przygód napisana przez polską tłumaczkę Curwooda, Halinę Borowikową, używającą pseudonimu Jerzy Marlicz.
Znamienny przykład stanowi popularny cykl nowel romantycznych, znanych w kulturze masowej pod nazwą potoczną „Harlequin”, który miał wielu autorów, a nazwę swą zawdzięcza jedynie wydawcy Harlequin Enterprises Ltd.